# ريكاردو بيسكيتيلي
ريكاردو بيسكيتيلي (بالإيطالية: Riccardo Piscitelli)‏ (10 أكتوبر 1993 في إيطاليا - ) هو لاعب كرة قدم إيطالي في مركز حراسة المرمى. شارك مع منتخب إيطاليا تحت 18 سنة لكرة القدم ومنتخب إيطاليا تحت 19 سنة لكرة القدم ومنتخب إيطاليا تحت 20 سنة لكرة القدم ومنتخب إيطاليا تحت 21 سنة لكرة القدم. أما مع النوادي، فقد لعب مع إيه سي ميلان ونادي بينيفينتو وكارسو كالتشيو ‏.

## وصلات خارجية
- ريكاردو بيسكيتيلي على موقع الاتحاد الأوربي (الإنجليزية)
- ريكاردو بيسكيتيلي على موقع قاعدة بيانات كرة القدم.إي يو (الإنجليزية)
- ريكاردو بيسكيتيلي على موقع Soccerway.com (الإنجليزية)
- ريكاردو بيسكيتيلي على موقع عالم كرة القدم.نت (الإنجليزية)